# زامبوانگا شمالی
زامبوانگا شمالی یا زامبوانگا دل نورته (Zamboanga del Norte) یکی از استان‌های کشور فیلیپین است. این استان در جنوب این کشور قرار گرفته است و بخشی از جزیره میندانائو به شمار می‌رود.
مرکز این استان شهر دیپولوگ است. جمعیت آن بیش از هشتصد و بیست هزار نفر است. مساحت این استان بیش از شش هزار و ششصد کیلومتر مربع است .